# HD 140283
HD 140283, soprannominata stella Matusalemme, è una stella povera di metalli, situata a circa 190 anni luce dalla Terra, appartenente alla costellazione della Bilancia. Con un livello di ferro inferiore di un fattore di 250 volte rispetto al Sole è tra le stelle della popolazione II più vicine alla Terra ed è studiata dagli astronomi per la sua grande velocità radiale e l'età molto elevata, che la pone tra le stelle più antiche conosciute.

## Stato attuale
Poiché HD 140283 non si trova né nella Sequenza principale né nel ramo delle giganti, la sua posizione nel Diagramma HR può essere ipotizzata solo tramite i modelli teorici dell'evoluzione stellare. Comunque contiene una discreta quantità di litio e, perciò, non dovrebbe ancora aver subito il primo dredge-up.

## La questione dell'età

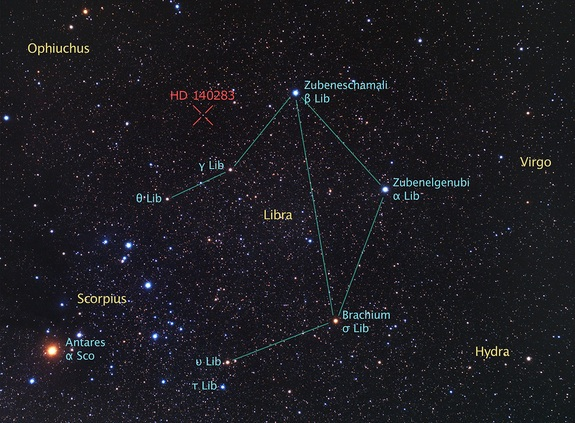
Posizione della stella nella Bilancia.

Per le stelle di sfondo (che cioè normalmente sono visibili durante l'osservazione di altri oggetti celesti) è raro conoscere la luminosità, la temperatura superficiale e la composizione abbastanza bene da fare una precisa valutazione dell'età della stella; a causa della loro relativa scarsità, è ancora più raro per una stella come HD 140283. Uno studio dell'astronomo Howard Bond ha stimato l'età della stella in circa 14,46 ± 0,8 miliardi di anni tramite gli interferometri del Telescopio Hubble. Questa stima non è in conflitto con l'età dell'Universo determinata dal satellite Planck in 13,798 ± 0,037 miliardi di anni, poiché 14,46-0,8 è uguale a 13,66 miliardi di anni, rendendo comunque possibile concludere che HD 140283 sia una delle stelle più antiche tra quelle attualmente osservabili.

## L'importanza scientifica
Accurate determinazioni dell'età di stelle molto povere di metalli come HD 140283 e quelle appartenenti agli ammassi globulari possono porre un limite alle teorie cosmologiche sull'origine dell'Universo ma possono anche fornire preziose informazioni sulla storia più recente del cosmo. La scarsità di metalli di HD 140283 indica che appartiene alla Popolazione II e gli elementi pesanti che contiene potrebbero provenire da stelle di Popolazione III che sembrerebbero essere state scoperte di recente e di cui stelle come HD 140283 possono costituire una prova. Infine, possono anche permettere di capire i processi di nucleosintesi e la composizione delle stelle di Popolazione III.